# Testa di Malacosta
La Testa di Malacosta (3212 m s.l.m.) è una montagna delle Alpi Cozie, situata sul confine tra Italia e Francia tra la testata della valle Varaita di Bellino ed una valle laterale della valle dell'Ubaye.

## Caratteristiche
Si trova a cavallo dei territori comunali di Bellino in Italia, e di Saint-Paul-sur-Ubaye in Francia.
È situata sullo spartiacque alpino principale, nella zona compresa tra la Cima Mongioia ed il Monte Maniglia. La cresta spartiacque, che scende dalla Cima Mongioia al passo di Mongioia, da qui prosegue con un ampio arco dapprima in direzione sud-ovest oltrepassando il monte Giuep ed il col de Longet (3050 m), indi verso ovest-sud-ovest per ancora qualche centinaio di metri. Ad un tratto la cresta piega bruscamente verso sud, e raggiunge il nodo della Testa di Malacosta, dove ancora piega verso sud-ovest fino alla quota 3093, dove di nuovo si raddrizza in direzione sud, scende al Colle di Malacosta e prosegue prima verso la Testa del Vallone del Lupo, poi, con qualche serpeggiamento, verso il Pelvo di Ciabrera. Dalla vetta diramano sul versante italiano due dorsali secondarie. La prima si dirige decisamente ad est, biforcandosi dopo circa 250 m: il ramo principale prosegue verso est-sud-est fino alla punta Mait (3022 m), l'altro si dirige verso nord-nord-ovest digradando verso il cumbal Traversier. La seconda cresta parte in direzione sud-est, poi piega a sud per circa 400 m fino a quota 2966, dove gira di nuovo in direzione sud-sud-est, contornando ad oriente la valle della Baiso del Colle. Due dorsali poco marcate si dipartono anche sul versante francese in direzione ovest, a partire dalla cresta nord della montagna: una dove la cresta gira in direzione est-nord-est, l'altra a metà tra questo punto e la vetta.
La vetta è costituita da pendii detritici, più omogenei sul versante francese, più rotti dalle diverse creste sul versante italiano. Il culmine è indicato da un semplice ometto di pietre.
L'intera montagna è costituita dai calcescisti puri, micascistici e filladici del complesso dei calcescisti ofiolitiferi (pietre verdi di Gastaldi), risalenti al Cretaceo. I piani di scistosità e di fratturazione hanno giacitura generale nord-sud, con oscillazioni coincidenti con quelle delle creste principali, ed hanno direzione d'immersione tendenzialmente verso ovest o sud-ovest.

## Ascensione alla vetta
Il percorso di accesso è di tipo escursionistico, con però alcuni passaggi fuori sentiero che richiedono una certa esperienza; la difficoltà complessiva è comunque valutata in E.
L'accesso avviene da Sant'Anna di Bellino. Si risale il vallone di Rui fino alla base della valle della Baiso del Colle, che si risale per tracce di sentiero. Allo scomparire del sentiero, si risale direttamente per pendio detritico al colle di Malacosta, da dove, seguendo la cresta in direzione nord-ovest, si giunge alla vetta.
D'inverno, la cima è raggiungibile avvicinandosi con gli sci, in diversi itinerari di sci alpinismo, che prevedono anche percorsi ad anello con concatenamenti di vette locali.